# Atelornis crossleyi
Atelornis crossleyi là một loài chim trong họ Brachypteraciidae. Nó là loài đặc hữu ở Madagascar. Hiện tại có năm loài chim họ này được biết đến. Bốn trong số năm loài này thích sống ở các khu rừng ẩm ướt ở miền đông và miền trung. Không giống như bốn loài khác, loài thứ năm thích sống trong các bụi gai khô phía tây nam của Madagascar. Loài Atelornis crossleyi thích sống với hầu hết các thành viên gia đình của nó trong các khu rừng ẩm ướt. Liên minh Bảo tồn Thiên nhiên Quốc tế coi loài chim này gần như bị đe dọa, mặc dù nó hiện diện trong một số khu vực bảo vệ, nó đang bị săn bắt để ăn và các khu rừng cư trú bị đốt cháy để làm đất canh tác. Tên khoa học của loài chim này được đặt để tưởng nhớ Alfred Crossley, người đã thu thập động vật có vú, chim, bướm và bướm đêm ở Madagascar và Cameroon trong những năm 1860 và 1870. Nhiều mẫu trong số này nằm trong Bảo tàng Lịch sử Tự nhiên Luân Đôn.

## Mô tả
Cả con đực và cái của loài tương tự nhau về chiều dài khoảng 25 cm (10 in). Đầu và ngực có màu nâu đỏ, phần trên màu xanh ô liu và phần dưới da có các vết sẫm màu hơn. Phần cổ màu đen hẹp với các vệt dọc màu trắng ở ngực trên và một mảng màu xanh nhạt ánh kim trên khớp cánh. Đuôi ngắn và mỏ với chân màu xám.

## Phân bố và môi trường sống
Chim là loài đặc hữu ở phía đông Madagascar, nơi nó sống trong các khu rừng mưa thường xanh ở độ cao từ 800 đến 2.000 m (2.600 đến 6.600 ft), nhưng phổ biến nhất là từ 1.250 đến 1.750 m (4.100 và 5.700 ft). Mặc dù có mặt ở hầu hết các vùng núi, nhưng nó không có ở Montagne'Amoust ở phía bắc của hòn đảo.

## Sinh thái học
Chúng nhảy trên mặt đất và kiếm ăn giữa những thảm thực vật dày đặc trên mặt đất, bắt một loạt con mồi, đặc biệt là côn trùng như kiến, bọ cánh cứng và ấu trùng của chúng, sâu bướm, bướm và gián. Chúng làm tổ trong một cái hang sâu tới 50 cm (20 in) trong một gò đất. Sinh sản có thể diễn ra vào tháng 12 và tháng 1, đẻ thường là hai quả trứng.